# 秋扒爪龙属
秋扒爪龙（属名：Qiupanykus，意为“秋扒组的爪”）是中国南部晚白垩世秋扒组的一属阿瓦拉慈龙科虚骨龙类恐龙。
蛋化石被认为是与正模标本相关的一种偷蛋龙科的蛋，表明秋扒爪龙和其他阿瓦拉慈龙科可能都是专门吃蛋的动物，它们用自己强壮的拇指爪敲开蛋壳。

## 种系发生学
吕君昌等人（2018年）将秋扒爪龙作为阿瓦拉慈龙科的成员，比巴塔哥尼亚爪龙更不接近小驰龙。尽管在叙述中没有正式分配给演化支小驰龙亚科（Parvicursorinae sensu Xu et al. 2013），但这一位置将使其成为该亚科成员。